# Нюланд (Вейфгеренланден)
Нюланд (нід. Nieuwland) — село в нідерландській провінції Утрехт. Входить до муніципалітету Вейфгеренланден.
Його площа становить 9,85 км², а населення станом на 2021 рік складало 1 010 осіб.
Перша згадка про населений пункт датується 1320 роком.
До 1986 року мало статус окремого муніципалітету.

## Галерея

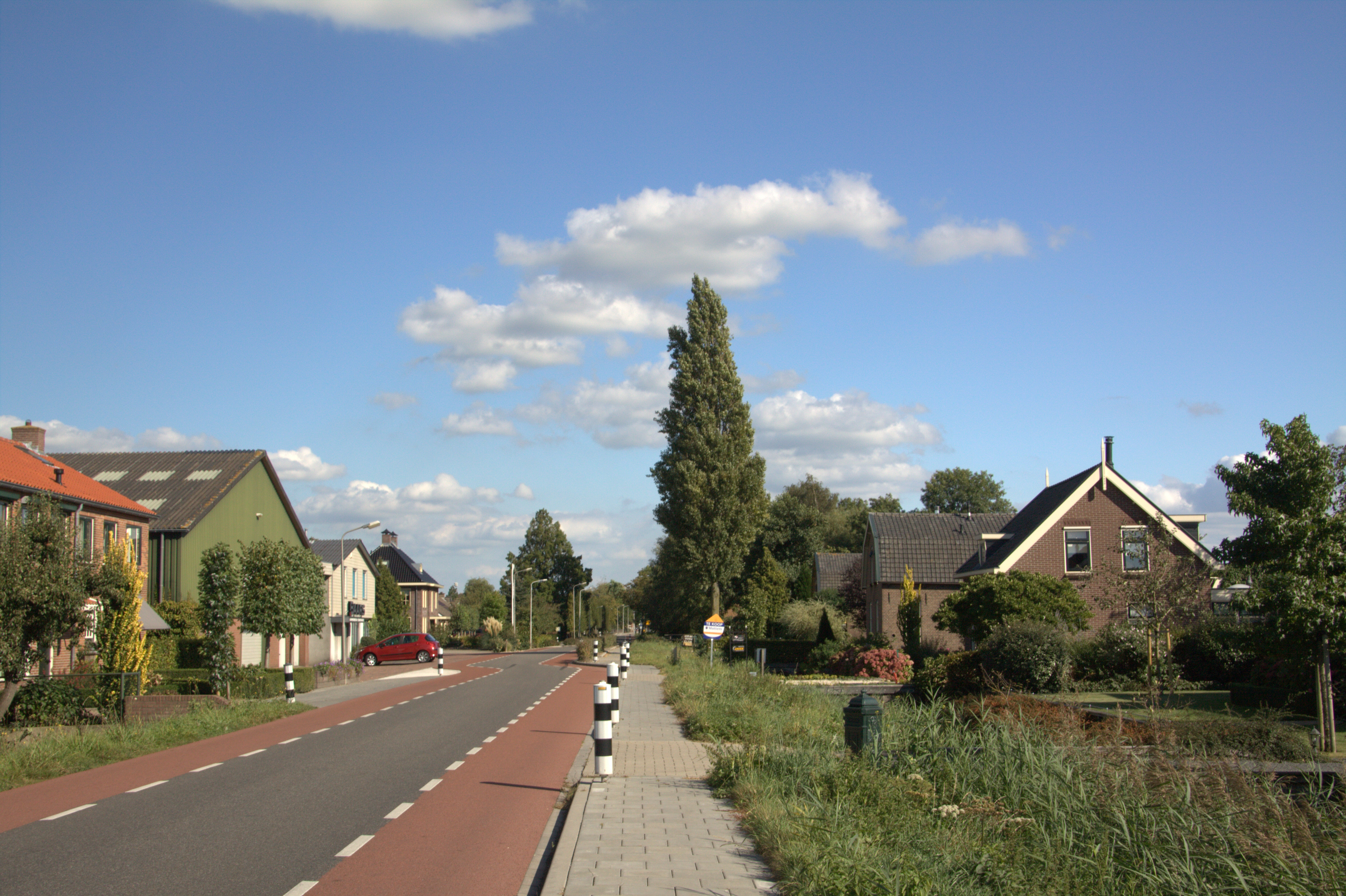
Сільська вулиця
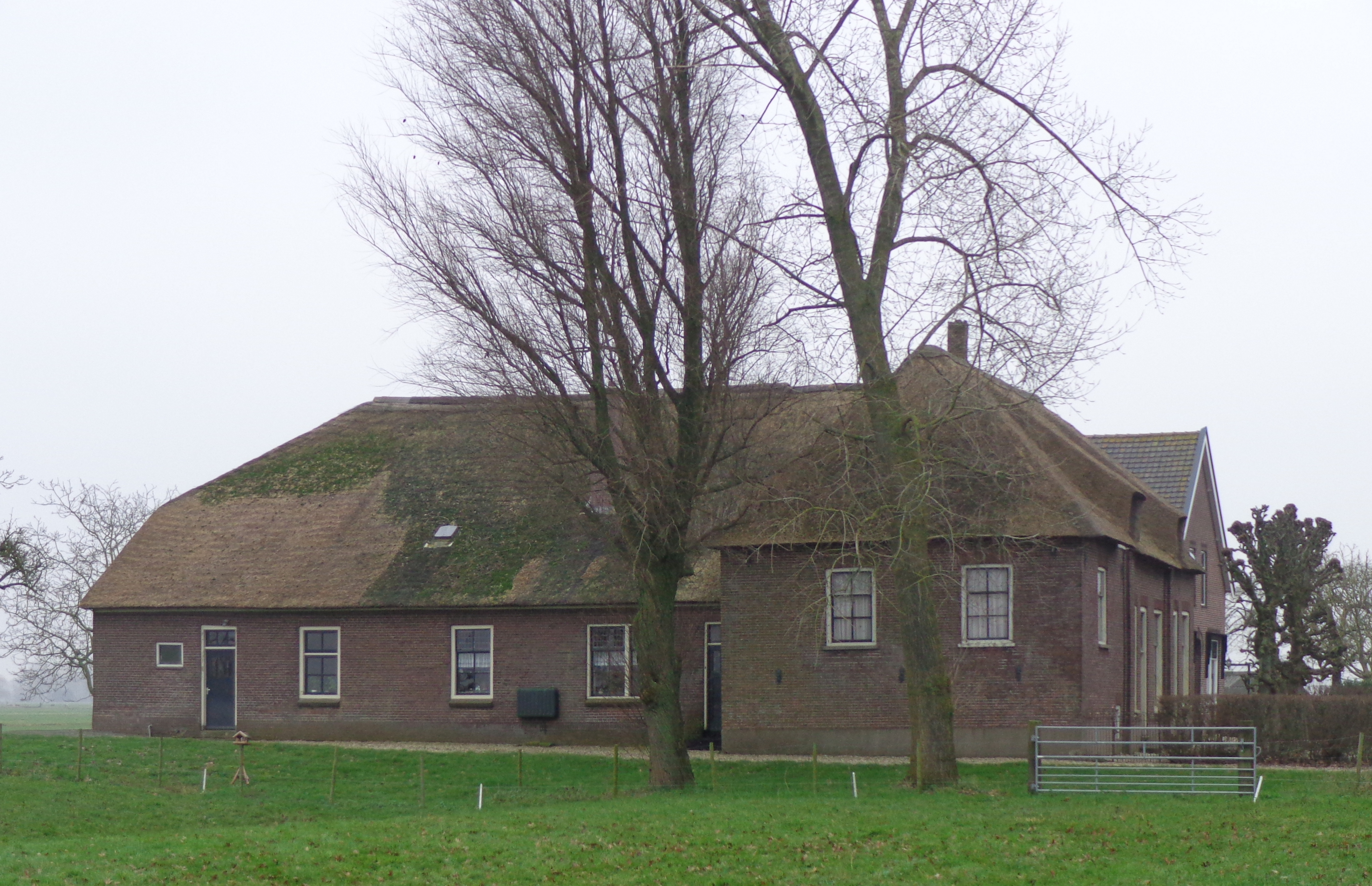
Ферма у Нюланді
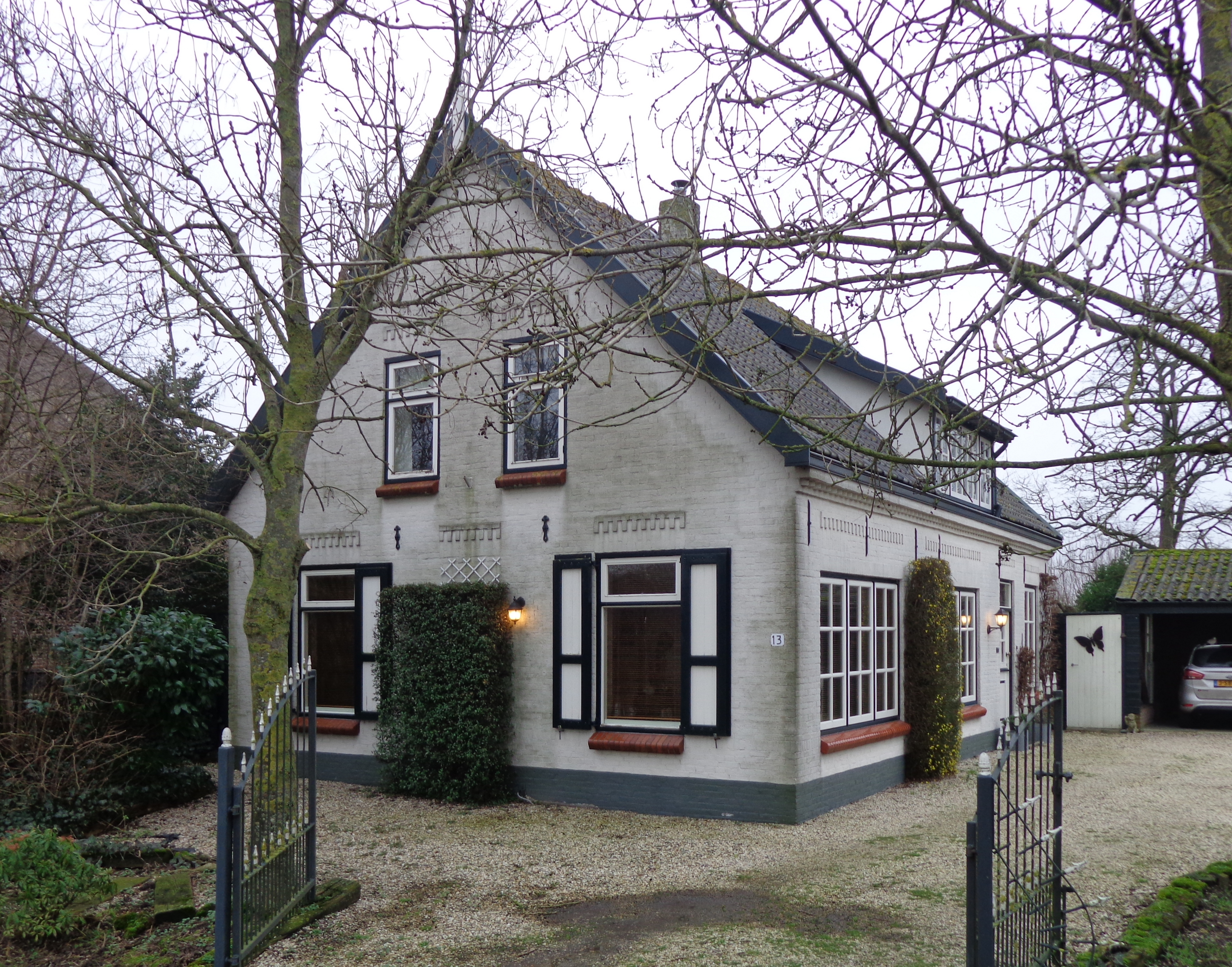
Сільський будинок
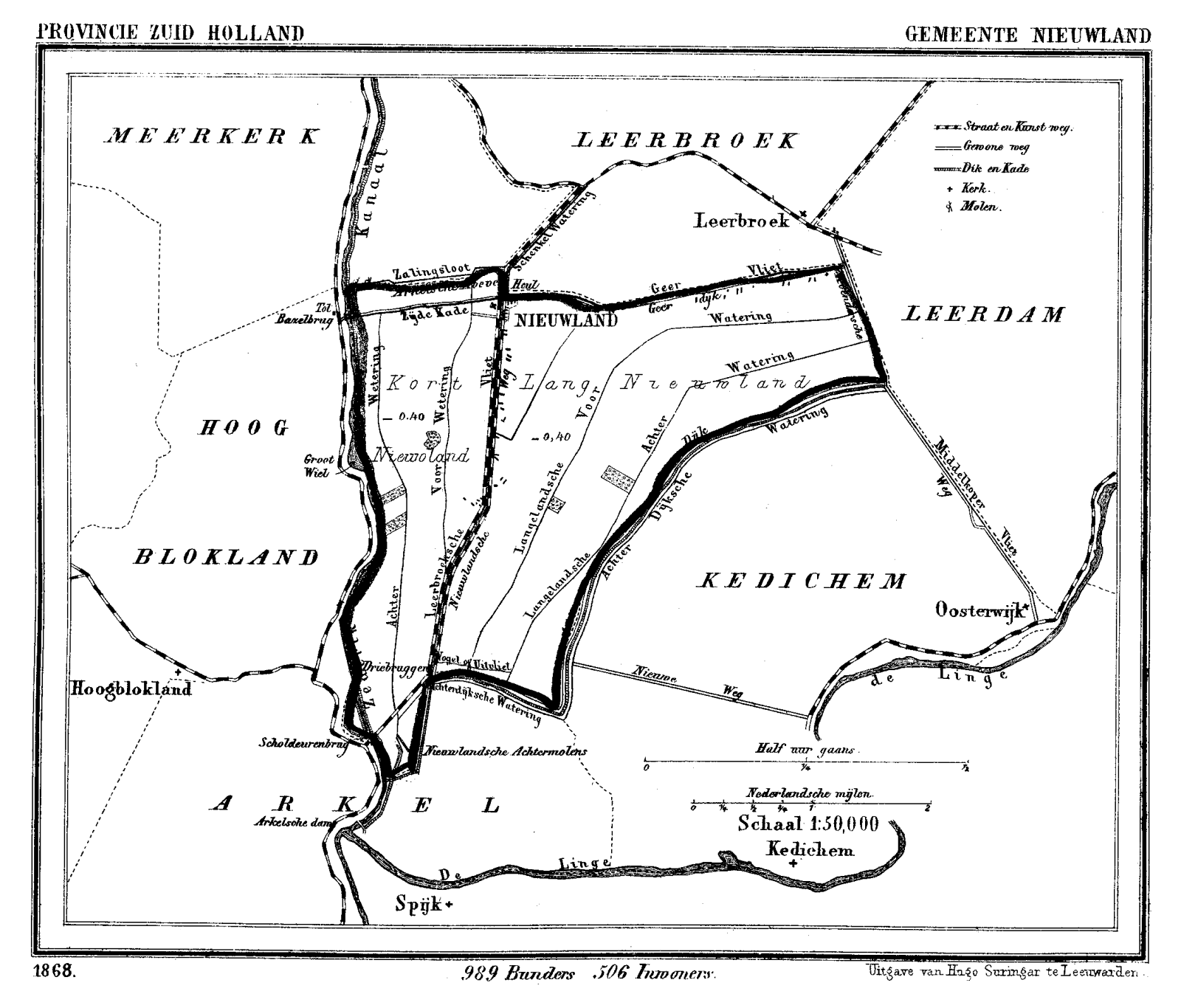
Мапа муніципалітету (1868)